# Бирн, Майкл
Майкл Бирн (англ. Michael Byrne, род. 7 ноября 1943, Лондон) — английский актёр. Отец актрисы Элли Бирн. Из-за характерной внешности часто исполнял роли нацистских офицеров.

## Фильмография
- 1962 — / The Ghost Sonata (ТВ) … Coffin Bearer
- 1963 — / The Scarlet Blade (uncredited) … Lt. Hawke
- 1967 — / The Image …. The Artist
- 1967 — / Much Ado About Nothing (ТВ) … Claudio
- 1972 — / Henry VIII and His Six Wives … Edward Seymour
- 1974 — Вампирши / Vampyres … Playboy
- 1974 — Батли / Butley … Reg Nuttall
- 1974 — / Ms or Jill and Jack (ТВ) … Mark
- 1975 — / Conduct Unbecoming … 2nd Lt. Toby Strang
- 1976 — / Rogue Male (ТВ) … Interrogator
- 1976 — Орёл приземлился / The Eagle Has Landed … Karl
- 1977 — Мост слишком далеко / A Bridge Too Far … Lt. Col. Giles A.M. Vandeleur
- 1977 — / Telefon (uncredited) … Soviet Military Officer
- 1978 — Прикосновение медузы / The Medusa Touch … Duff
- 1978 — 10 баллов от Наварона / Force 10 from Navarone … Maj. Schroeder
- 1980 — / Silence of the Sea … German officer
- 1982 — / Man and Superman (ТВ)
- 1983 — / The First Part of Henry the Sixt (ТВ) … Duke of Alencon
- 1983 — / The Second Part of Henry the Sixt (ТВ) … John Hume/Lieutenant
- 1983 — / The Third Part of Henry the Sixt (ТВ) … Marquess of Montague/Father that killed his son
- 1983 — / The Tragedy of Richard III (ТВ) … Duke of Buckingham
- 1983 — / The Scarlet and the Black (ТВ) … Reinhard Beck
- 1983 — / The Two Gentlemen of Verona (ТВ) … Antonio
- 1984 — / Oedipus the King (ТВ) … Chorus
- 1984 — / Champions …. Richard Hussey
- 1985 — / In the Secret State (ТВ) … Guy Preger
- 1985 — / The Good Father … Leonard Scruby
- 1987 — / The Happy Valley (ТВ) … John Carberry
- 1988 — / Buster … Poyser
- 1989 — Индиана Джонс и последний крестовый поход / Indiana Jones and the Last Crusade … Vogel
- 1990 — / The Plot to Kill Hitler (ТВ) … Gen. Olbricht
- 1991 — / Advocates I (ТВ) … Campbell Reid
- 1991 — / Mo"rderische Entscheidung (ТВ) … Octave
- 1992 — / Running Late (ТВ) … Clitheroe
- 1992 — / Atonement
- 1994 — / A Few Short Journeys of the Heart (ТВ) … Old Geezer/German/Blank
- 1994 — Нострадамус / Nostradamus … Inquisitor
- 1995 — Адвокат дьявола / Devil’s Advocate (ТВ) … Court Presidente
- 1995 — Храброе сердце / Braveheart …. Smythe
- 1995 — / The Infiltrator (ТВ) … Creutz
- 1996 — / Deadly Voyage (ТВ) … Commissioner
- 1997 — Святой / The Saint … Vereshagin, Tretiak’s Aide
- 1997 — / The Pale Horse (ТВ) … Venables
- 1997 — / The Island on Bird Street … Bolek
- 1997 — Завтра не умрёт никогда / Tomorrow Never Dies … Admiral Kelly — HMS Bedford
- 1998 — Застенчивый пистолет / Gunshy … Lange
- 1998 — / Imogen’s Face (ТВ) … Patrick
- 1998 — Способный ученик … Ben Kramer
- 1998 — / Hornblower: The Even Chance (ТВ) … Capt. Keene
- 1999 — / Mauá — O Imperador e o Rei … Mr. Carruthers
- 2000 — Поле битвы: Земля / Battlefield Earth: A Saga of the Year 3000 … Parson Staffer
- 2000 — Доказательство жизни / Proof of Life … Lord Luthan
- 2001 — Туманы Авалона / The Mists of Avalon (ТВ) … Merlin
- 2001 — Мушкетёр / The Musketeer … Treville, Head of the Musketeers
- 2002 — Воскресенье / Sunday (ТВ) … Lord Widgery
- 2002 — Цена страха / The Sum of All Fears … Anatoli Grushkov
- 2002 — Банды Нью-Йорка / Gangs of New York … Horace Greeley
- 2003 — / Confused
- 2003 — Негодяй / The Crooked Man (ТВ) … Archie Saunders
- 2004 — / The Return of the Dancing Master (ТВ) … Emil Wetterstedt
- 2004 — / Beyond the Sea … Dr. Andretti
- 2005 — / Feeder … Father
- 2007 — / The Mark of Cain … Lieut General Strathairn
- 2008 — / George’s Day … George
- 2009 — / Blood: The Last Vampire … Elder
- 2010 — Гарри Поттер и Дары Смерти. Часть 1 — Грин-де-Вальд в старости
- 2012 — Адский бункер: Чёрное солнце / Outpost: Black Sun … Neurath
- 2015 — Мордекай / Mortdecai … Duke

## Передачи и телесериалы
- 1973 — «New Scotland Yard» … Det. Sgt. Patten (1 эпизод)
- 1975 — «Thriller» … Richard Lovell (1 эпизод)
- 1975 — «Edward the Seventh» … Fritz (5 эпизодов)
- 1973—1975 — «Softly Softly» … Norman Ashby / … (2 эпизода)
- 1975 — «Shades of Greene» … Trevor’s Father (1 эпизод)
- 1975 — «Within These Walls» … Dennis Martin (1 эпизод)
- 1977 — «Z Cars» … Christopher Murray (1 эпизод)
- 1977 — «Headmaster» телесериал … Russell (неизвестные эпизоды)
- 1978 — «The Devil’s Crown» … Richard Lionheart (1 эпизод)
- 1978 — «Strangers» … Sgt. Briscoe (2 эпизода)
- 1978 — «Secret Army» … Paul Vercors (1 эпизод)
- 1978 — «Accident» … Иэн Шоу (2 эпизода)
- 1979 — «BBC Play of the Month» … Viskovsky (1 эпизод)
- 1974—1979 — «Play for Today» … Bruce / … (3 эпизода)
- 1979 — «Tales of the Unexpected» … Patrick Marney (1 эпизод)
- 1980 — «The Enigma Files» … David Stanley (1 эпизод)
- 1980 — «The Professionals» … Werner Dreisinger (1 эпизод)
- 1980 — «Premiere» … German officer (1 эпизод)
- 1975—1981 — «Crown Court» … Michael Lucas / … (3 эпизода)
- 1981 — «Lady Killers» … Marshall Hall (2 эпизода)
- 1982 — «Smiley’s People» … Peter Guillam (3 эпизода)
- 1984 — «Winter Sunlight» TV мини-сериал … Leo
- 1984 — «Weekend Playhouse» … Paul Burns (1 эпизод)
- 1984 — «Ellis Island» TV мини-сериал … Dr. Carl Travers
- 1986 — «Lord Mountbatten: The Last Viceroy» TV мини-сериал … George Abell
- 1986 — «A Sort of Innocence» телесериал … Mark Fellowes
- 1987 — Да, господин премьер-министр / «Yes, Prime Minister» … Employment Secretary (1 эпизод)
- 1988 — «Ruth Rendell Mysteries» … DCC Charles Griswold (1 эпизод)
- 1989 — «Saracen» … Col. Patrick Ansell (13 эпизодов)
- 1991 — «The Orchid House» … Father Toussaint (3 эпизода)
- 1991 — «Stay Lucky» … Roader (1 эпизод)
- 1994 — Sharpe’s Company (ТВ) … Major Nairn
- 1994 — Sharpe’s Enemy (ТВ) … Major Nairn
- 1994 — Sharpe’s Honour (ТВ) … Major Nairn
- 1994 — «The Chief» … Sir Robert Eaton (1 эпизод)
- 1993—1994 — «Between the Lines» … MI5 Director / … (2 эпизода)
- 1995 — «Oliver’s Travels» TV мини-сериал … Moody
- 1995 — Детектив Джек Фрост (телесериал) / «A Touch of Frost» … Alex Ormrod (1 эпизод)
- 1996 — «Kavanagh QC» … Judge Ransome (1 эпизод)
- 1996 — «No Bananas» TV мини-сериал … Edward Grant (неизвестные эпизоды)
- 1997 — «Hamish Macbeth» … Duncan Scott (1 эпизод)
- 1998 — «Heat of the Sun» … Police Commissioner Ronald Burkitt (3 эпизода)
- 2000 — «The Vice» … Solicitor (2 эпизода)
- 2002 — «Helen West» телесериал … Sean Hazel (неизвестные эпизоды)
- 2003 — «Ultimate Force» … Lord Argent (1 эпизод)
- 2003 — «Dinotopia» … Logan (1 эпизод)
- 2004 — «Waking the Dead» … Joe Brackley (1 эпизод)
- 2005 — «Empire» (ТВ мини-сериал) … Cicero
- 2007 — «Silent Witness» … Father Donal Kennedy (2 эпизода)
- 2008 — «Honest» … Grandpa Norman Carter (6 эпизодов)
- 2008—2009 — «Coronation Street» … Ted Page (44 эпизода)